# Lingapalem
Lingapalem é um dos 46 mandals no distrito de Godavari Ocidental, no estado indiano de Andhra Pradesh. A sede está localizada na cidade de Lingapalem, e o mandal faz fronteira a norte com o mandal de T. Narasapuram e de Chintalapudi, com o mandal Khammam a ocidente, com o mandal Kamavarapukota a oriente, e com o mandal de Pedavegi a sul.

## Demografia
De acordo com o censos de 2011, o mandal tinha uma população de 58,360 habitantes em 15,626 agregados familiares. A população total é constituída por 29,546 homens e 28,814 mulheres, com um rácio de 976 mulheres por cada 1000 homens. 5,786 crianças estavam entre a idade de 0 e 6 anos, das quais 2,896 são rapazes e 2,890 são raparigas.A taxa de alfabetização situa-se nos 67.60%, totalizando cerca de 35,553 pessoas, das quais 19,100 são homens e 16,453 são mulheres.
A maioria das pessoas pertencem ao grupo Schedule Caste, com um total de 23,897, enquanto o outro grupo Schedule Tribe é composto por 329 pessoas.

### Labor
No censos de 2011 na Índia, 32,623 pessoas estavam envolvidas em algum tipo de actividade laboral, o que inclui 18,862 homens e 13,761 mulheres. Destas pessoas, 30,021 descreveram o seu trabalho como um trabalho principal, 3,497 como cultivadores e 23,361 declararam trabalhar em algum tipo de trabalho agrícola. 264 declararam trabalhar em casa e 2,899 em outros tipos de trabalho.

## Administração
O mandal é administrado pela assembleia constituinte de Chintalapudi, do Lok Sabha de Eluru.

## Cidades e vilas
De acordo com o censos de 2011, o mandal tem 24 aglomerados populacionais, sendo todos eles vilas. Lingapalem é a maior e Malleswaram é a mais pequena, isto em termos de população.
As vilas do mandal são as seguintes:
1. Asannagudem
2. Ayyaparajugudem[8]
3. Badarala[9]
4. Bhogole
5. Chandrannapalem
6. Dharmajigudem[10]
7. Ganapavarigudem[11]
8. Juvvachalakarayudupalem
9. Kalarayanagudem[12]
10. Kalyanampadu
11. Konijerla
12. Kothapalle[13]
13. Kothulagokavaram
14. Lingapalem[14]
15. Malleswaram
16. Mattamgudem
17. Mudicherla
18. Mulagalampadu[15]
19. Patchanagaram
20. Puppalavarigudem
21. Rangapuram[16]
22. Singagudem[15]
23. Vemulapalle
24. Yedavalli[17]

## Educação
O mandal desempenha um importante papel na educação dos estudantes das vilas. A escola primária e secundária é transmitida pelo governo e por escolas privadas, sob o departamento de estado da educação escolar. De acordo com um relatório do ano académico de 2015-2016, o mandal tinha mais de 7,016 estudantes em mais de 80 escolas.